# Helenville
Helenville es un lugar designado por el censo ubicado en el condado de Jefferson en el estado estadounidense de Wisconsin. En el Censo de 2010 tenía una población de 249 habitantes y una densidad poblacional de 182,08 personas por km².

## Geografía
Helenville se encuentra ubicado en las coordenadas 43°1′1″N 88°42′0″O / 43.01694, -88.70000. Según la Oficina del Censo de los Estados Unidos, Helenville tiene una superficie total de 1.37 km², de la cual 1.37 km² corresponden a tierra firme y (0%) 0 km² es agua.

## Demografía
Según el censo de 2010, había 249 personas residiendo en Helenville. La densidad de población era de 182,08 hab./km². De los 249 habitantes, Helenville estaba compuesto por el 94.38% blancos, el 0.8% eran afroamericanos, el 1.2% eran amerindios, el 1.2% eran asiáticos, el 0% eran isleños del Pacífico, el 0.4% eran de otras razas y el 2.01% pertenecían a dos o más razas. Del total de la población el 3.21% eran hispanos o latinos de cualquier raza.